# قورطيرة
قُوَرْطِيرة أو كُوَرْتِيرة أو (نقحرة: كوارتيرا) هي أبرشية مدنية برتغالية، في بلدية لولي، بلغ عدد السكان في عام 2011 عدد 21798 نسمة، وتبلغ مساحة 38.16 كيلومتر مربع.

## أعلام
- آنا دي سوزا بابتيستا
- ماثيو سيلفا